# 6883 Hiuchigatake
6883 Hiuchigatake este un asteroid din centura principală de asteroizi.

## Descriere
6883 Hiuchigatake este un asteroid din centura principală de asteroizi. A fost descoperit pe 10 ianuarie 1996 la Oizumi de Takao Kobayashi. El prezintă o orbită caracterizată de o semiaxă mare de 3,12 ua, o excentricitate de 0,19 și o înclinație de 2,0° în raport cu ecliptica.